# Henry Bekkering
Hendrik Bekkering, detto Henry (Taber, 26 novembre 1985), è un ex cestista canadese con cittadinanza olandese.
È il fratello maggiore di Ross Bekkering, anch'egli cestista.

## Palmarès
- Coppa d'Olanda: 1

Donar Groningen: 2011